# Тилева магаза
Тилевата магаза (на македонска литературна норма: Тилева магаза) е магазин на чаршията в град Охрид, Северна Македония. Сградата е обявена за значимо културно наследство на Република Македония.

## Архитектура
Сградата е разположена на чаршийската улица „Свети Климент Охридски“ № 41 и 43, на ъгъла с улица „Димитър Влахов“. Изградена е във втората половина на XIX век от непознати майстори. Сградата се състои от сутерен, приземие и подпокривно помещение. Градежът е от камък и цяла тухла. Сутеренът е от камък, разделен от стена на два дяла. Дървената междуетажна конструкция е подменена с нова от монтажни керамични блокове. Приземието е от цяла тухла с пояси бигор и на фасадата завършва с двуреден профилиран венец от тухли. Отворите на приземието са подчертани с полукръгли арки от тухли. Приземието също е разделено със стена на два дюкяна. Подпокривното помещение над приземието е от бигорни блокове. То има малки правоъгълни отвори с оригинални метални капаци. Сградата завършва с обработена профилирана стреха от бигорни блокове. Покривът е на три води с керемиди каналици. На стрехите има хоризонтални олуци от поцинкована ламарина. Части от южната и източната фасада са измазани.